# 第十国立銀行
第十国立銀行（だいじゅうこくりつぎんこう）は、山梨中央銀行の前身の一つである明治期の銀行。国立銀行のうち9番目に設立され、本来であれば順序的には「第九国立銀行」となるはずであったが、「九」が「苦」に通じるということで忌み、「第十国立銀行」にして貰ったという逸話を持つ。

## 概要
1873年（明治6年）、京都府に本拠を持ち銀行類似業務を行う島田組が甲府市柳町に甲府支店を開業した。島田組は翌1874年（明治7年）9月に業務を拡大し、甲府市常盤町に新店舗を建設した。
一方、同年6月に当時の山梨県令であった藤村紫朗の推進した殖産興業政策に沿い、藤村に協力した地元名士である栗原信近らは、貸付や預金を取り扱う銀行類似会社である興益社を設立する。
同年には島田組が甲府支店を閉店し、その業務を興益社が引き継ぐ。島田組の社屋は興益社により買い取られるが、この社屋は県令藤村の推進した藤村式建築と呼ばれる擬洋風建築で、「鶴亀の松」と呼ばれる名松が存在した。この第十国立銀行社屋と藤村県令邸宅は長らく写真が発見されていなかったが、2004年（平成16年）には両者の古写真が発見された。
国立銀行条例の改正を受け、1877年（明治10年）4月に興益社を改組し、当行を開業。銀行券発行の特権を与えられた。初代頭取には栗原信近が就任、佐竹作太郎が支配人となった。
その後、国立銀行営業満期前特別処分法に基づき私立銀行第十銀行に改称。戦時下の「一県一行」行政に基づき、国の指導もあり、1941年（昭和16年）に有信銀行と合併、山梨中央銀行を新しく設立。

## 沿革

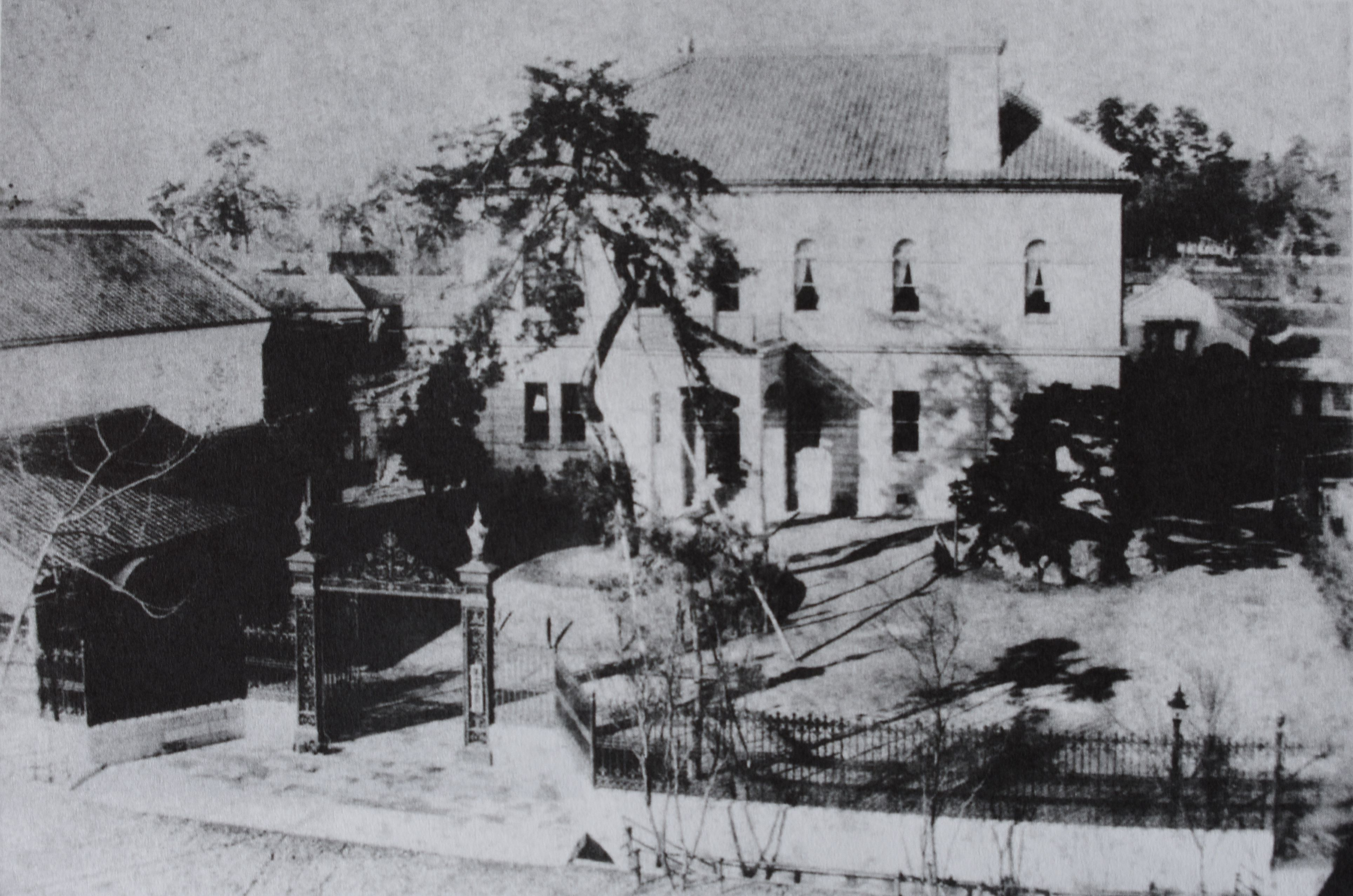
明治21年（1888年）頃の「第十銀行」

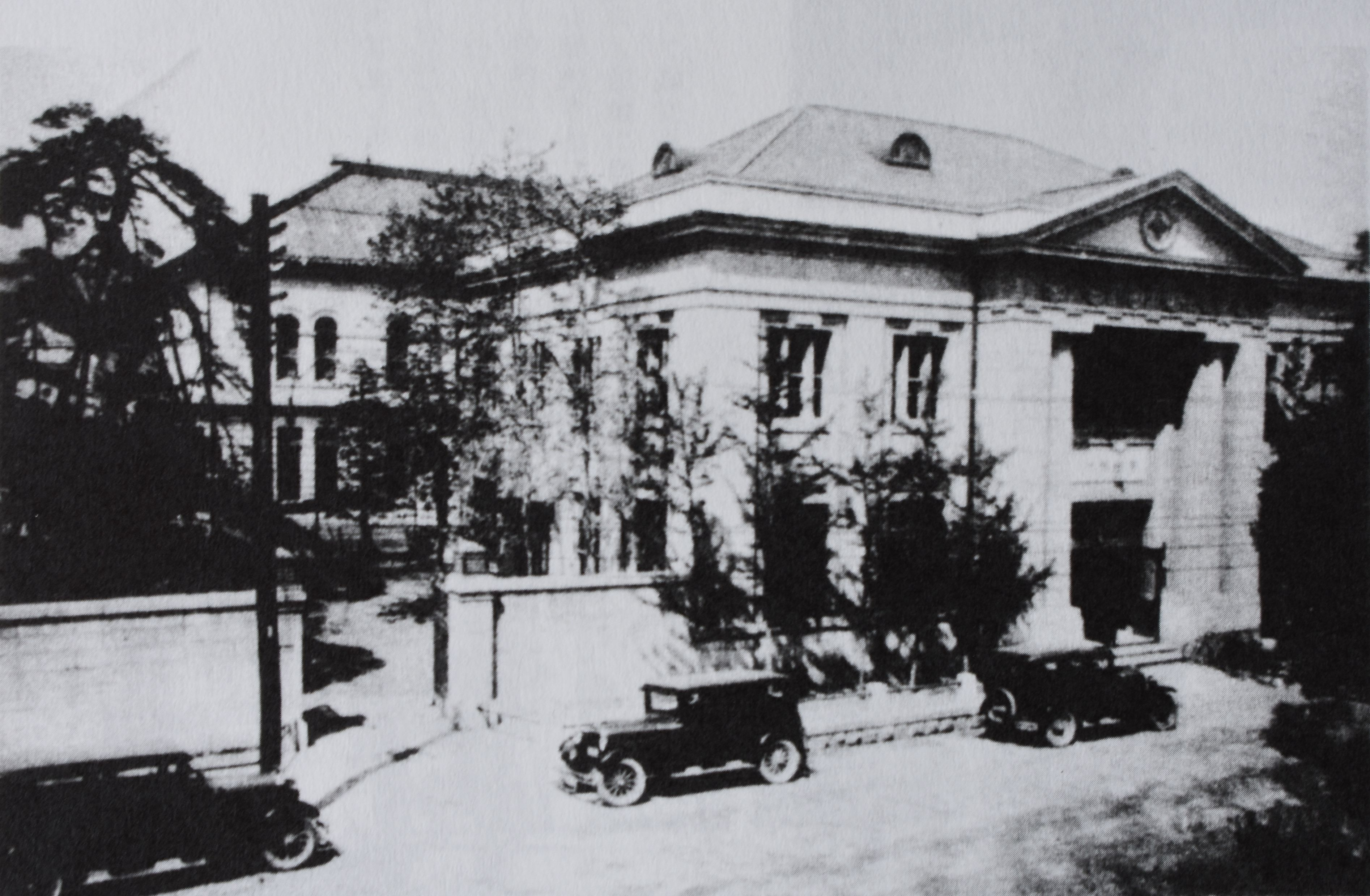
昭和初期頃の「第十銀行」

- 1874年（明治7年）1月31日　：勧業社設立願の提出(発起人16名、資本金5万円)
- 1874年（明治7年）5月9日　：設立認可。ただし大蔵省指令により「興益社」と改名
- 1874年（明治7年）6月1日　：前身の興益社(社長 栗原信近、副社長 間瀬正寿、支配人 佐竹作太郎)開業
- 1877年（明治10年）1月4日　：山梨国立銀行設立を出願
- 1877年（明治10年）2月1日　：銀行設立認可。ただし「第十国立銀行」と称すべきことを指示される。
- 1877年（明治10年）4月15日　：第十国立銀行（頭取　栗原信近）、西山梨郡甲府常盤町で営業開始
- 1897年（明治30年）1月1日　：株式会社第十銀行に改称
- 1927年（昭和2年）3月20日　：谷村商業銀行（本店・南都留郡谷村町（現・都留市））を合併
- 1928年（昭和3年）4月1日　：若尾銀行（本店・甲府市八日町）を当行と昭和銀行で分割買収
- 1935年（昭和10年）8月3日　：大森銀行（本店・甲府市柳町）を買収
- 1937年（昭和12年）5月31日　：上野原銀行（本店・北都留郡上野原町(現・上野原市）を買収
- 1941年（昭和16年）4月1日　：甲州銀行（本店・東山梨郡塩山町（現・甲州市））を買収
- 1941年（昭和16年）12月1日　：有信銀行（本店・甲府市三日町）と合併し山梨中央銀行として営業開始

## 頭取
- 矢島栄助